# ОШ „Браћа Јерковић” Чукарица
ОШ „Браћа Јерковић” једна је од основних школа на Чукарици. Налази се у улици Стјепана Ступанца 15 у насељу Железник, а основана је 1948. године.

## Историјат
Школа је основана 8. јула 1948. године, а са радом је почела 20. септембра исте године у импровизованим учионицама са 72 ученика и 2 професора. Након што се Радничко насеље насељавало, дошло је до повећања броја ученика и наставника, а постојао је велики проблем са простором школе, који је био мали да прими све ученике.
Дана 19. јуна 1952. године школа је добила име Браћа Јерковић по Небојши и Душану Јерковић, браћи који су били учитељи и ратници. Током 1956. изграђена је данашња зграда школе у центру насеља Железник. Површина школе је 4700 м2, а у њој се налази 10 учионица за разредну наставу и 15 кабинета, као и просторије за дневни боравак деце од првог до четвртог разреда. Школа такође поседује фискултурну салу површине 380 м2 са две свлачионице, као и свечану салу која је површине 150 м2.
У оквиру школе две учионице користe се за ниже разреде Музичке школе „Ватрослав Лисински”, а школа поседује и зубну ординацију, књижару, пекару, зборницу за наставнике, просторије секретара школе, педагошко-психолошку службу и рачуноводство.